# 鈴木賢一 (ラジオディレクター)
鈴木 賢一（すずき けんいち、1975年3月17日 - ）は、ラジオディレクター。

## 来歴
千葉県四街道市出身。千葉県立千葉北高等学校、駒澤大学卒業。卒業後にサウンドマン（現ミックスゾーン）入社。身長162cm、体重62kg。通称：ビーチ（『くりぃむしちゅーのオールナイトニッポン』では前にEDが付いていた）、S-flo、ビーチくん
主に『オールナイトニッポン』でのディレクターやADを担当している。
くりぃむしちゅーの上田晋也が司会を務めるテレビ番組『上田ちゃんネル』（テレ朝チャンネル）で結成された野球チーム「上田義塾」のメンバーである。ポジションはセンター。
2011年、泥酔し赤坂の路上で脱糞し寝ていたところを担当していたラジオの放送作家に発見される。
2015年12月に結婚をした。その後、ディレクター業から同社のイベント事業、並びに同じくミックスゾーン所属のフリーアナウンサー坂本梨紗のマネージャーを勤めている。

## 過去の担当番組
- 突然ですが、お邪魔いたします（ディレクター）
- くりぃむしちゅーのオールナイトニッポン（AD→4代目チーフディレクター）
- ナインティナインのオールナイトニッポン(AD→ディレクター)
- ナインティナイン岡村隆史のオールナイトニッポン（AD→ディレクター）
- ウーマンラッシュアワーのオールナイトニッポン0(ディレクター)
- オードリーのオールナイトニッポン（AD）
- 西川貴教のオールナイトニッポン（AD）
- 松浦亜弥のオールナイトニッポン（AD）
- ゆずのオールナイトニッポン（ディレクター、AD、放送作家）
- 城田優のオールナイトニッポン（3代目ディレクター）
- 野中藍 ラリルれ、にちようび。（2代目ディレクター）
- 野中藍 ラリルれ、サタデーナイト。（ディレクター）
- WANIMAのオールナイトニッポン0(ZERO)（ディレクター）
- 水野真紀のつれづれラジオ（ディレクター）
- ミュ〜コミ+プラス（ディレクター）
- T.M.Revolution 西川貴教のちょこっとナイトニッポン （ディレクター）

など。